# Карта охоплення пласта (експлуатаційного об'єкта) розробкою
Карта охоплення пласта (експлуатаційного об'єкта) розробкою (рос. карта охвата пласта (эксплуатационного объекта) разработкой; англ. map of reservoir development coverage; нім. Abbaukarte f (des Förderobjektes) — у нафто- і газовидобутку — карта, на якій показано межі зон з різним ступенем впливу діяння на пласт, зон, які дренуються за рахунок природної енергії пласта, і які не дренуються зовсім.